# 徳丸ヶ原

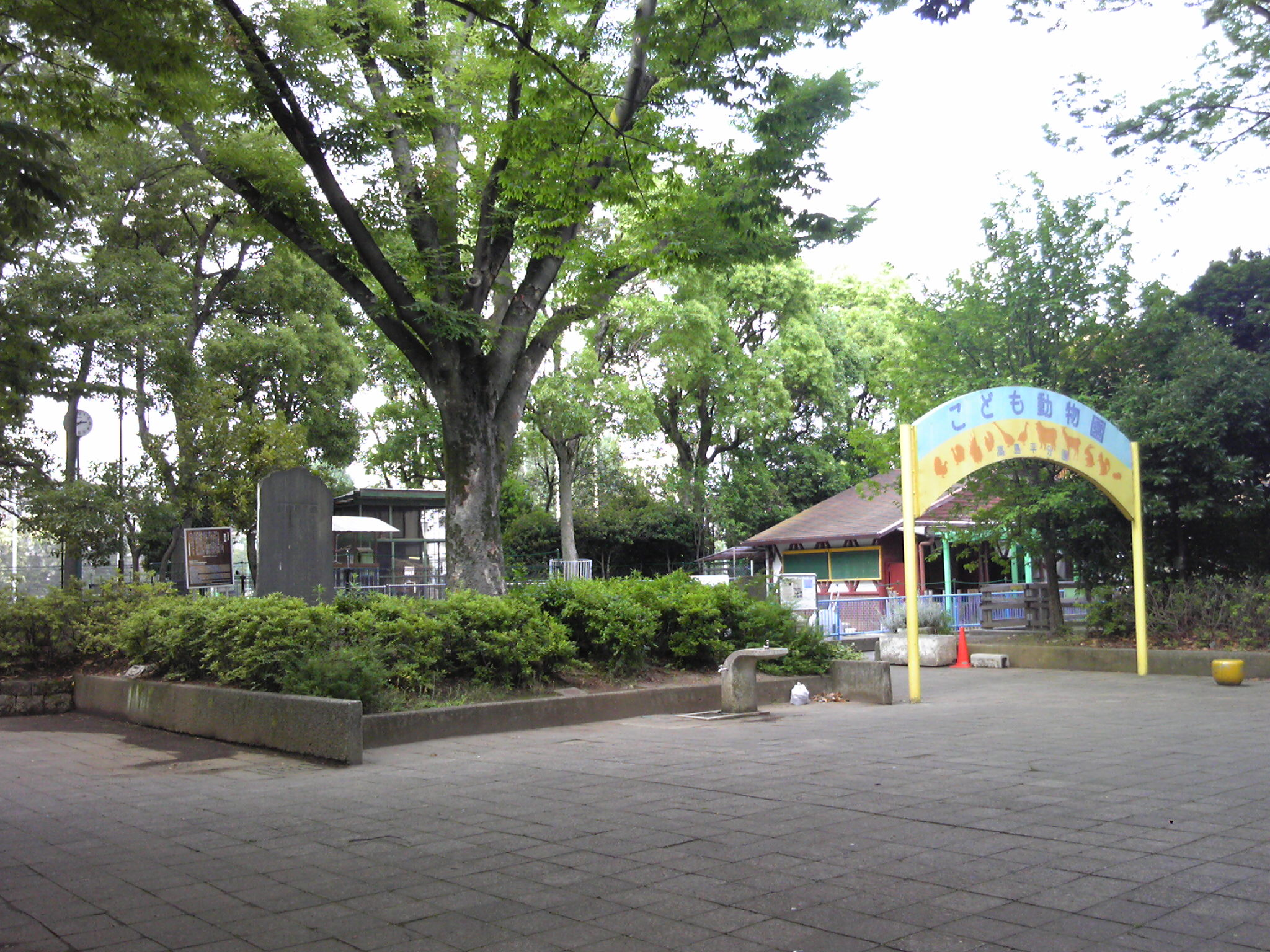
徳丸ヶ原碑＆こども動物園

徳丸ヶ原（とくまるがはら）は、現在の東京都板橋区高島平及び三園、新河岸の大半の地域に相当する江戸幕府の天領、及び地域の総称である。東西1.4km、南北0.8km。地名としては、西台、徳丸本、徳丸脇、四ツ葉、下赤塚、上赤塚、成増などがあった。

## 地理
ほぼ現在の高島平に相当する地域であるが、板橋区三園と新河岸の大半を含む。即ち、荒川以南、白子川以東、東京都道447号赤羽西台線以西、西台・徳丸以北の全域である。

## 歴史
徳丸ヶ原全域は赤塚城のふもとにあり、古くは名族豊島氏の支配下にあったが、その後千葉氏の支配下に置かれた。千葉氏と豊島氏の争いが太田道灌の援助を受けた千葉氏の勝利に帰した後は、間接的に後北条氏の管理下におかれたようである。
江戸時代は志村ヶ原（志村の原、下の原）に続く広大な平原として幕府の鷹狩場に指定されていた。徳丸のふもとに広がる荒原として「徳丸が原」と称された。その後一般に「徳丸ヶ原」と表記されたが、公式文書には「徳丸原」と記されたようである。そもそもが荒川の後背湿地であり、腰までつかるような湿地帯と沼地が点在する荒原だったことから耕作にも適さず、おもに幕府の鷹狩場や砲術訓練所として利用されていた。
1841年に高島秋帆による砲術訓練が行われたことから、「徳丸ヶ原」の名称は全国的に知られるようになった。明治に入り、豊富な荒川の水資源を頼りに耕地化が進み、「赤塚田んぼ」「徳丸田んぼ」と称され、昭和初期まで、東京都で生産される米の7割を生産するなど、東京屈指の米どころに発展した。

## 転換点
23区内で最後まで残った水田地帯も、1958年ごろには新河岸川流域の工場進出および付近の住宅化による地下水の枯渇、家庭排水の流入などにより耕作に不適な状況となってきた。1966年12月より日本住宅公団を事業主とする土地区画整理事業が実施された。従前の居住者が僅少だったことから順調に進み、1972年3月までに高島平団地が竣工した。その間、1968年12月には都営地下鉄6号線（三田線）が開通、1969年3月1日の住居表示実施により高島秋帆にちなんで高島平一丁目～九丁目が発足した。高島平駅の北にある「徳丸ヶ原公園」にその名が残されている。
高島平#歴史の項目も参照。